# Federfühler-Herbstspanner

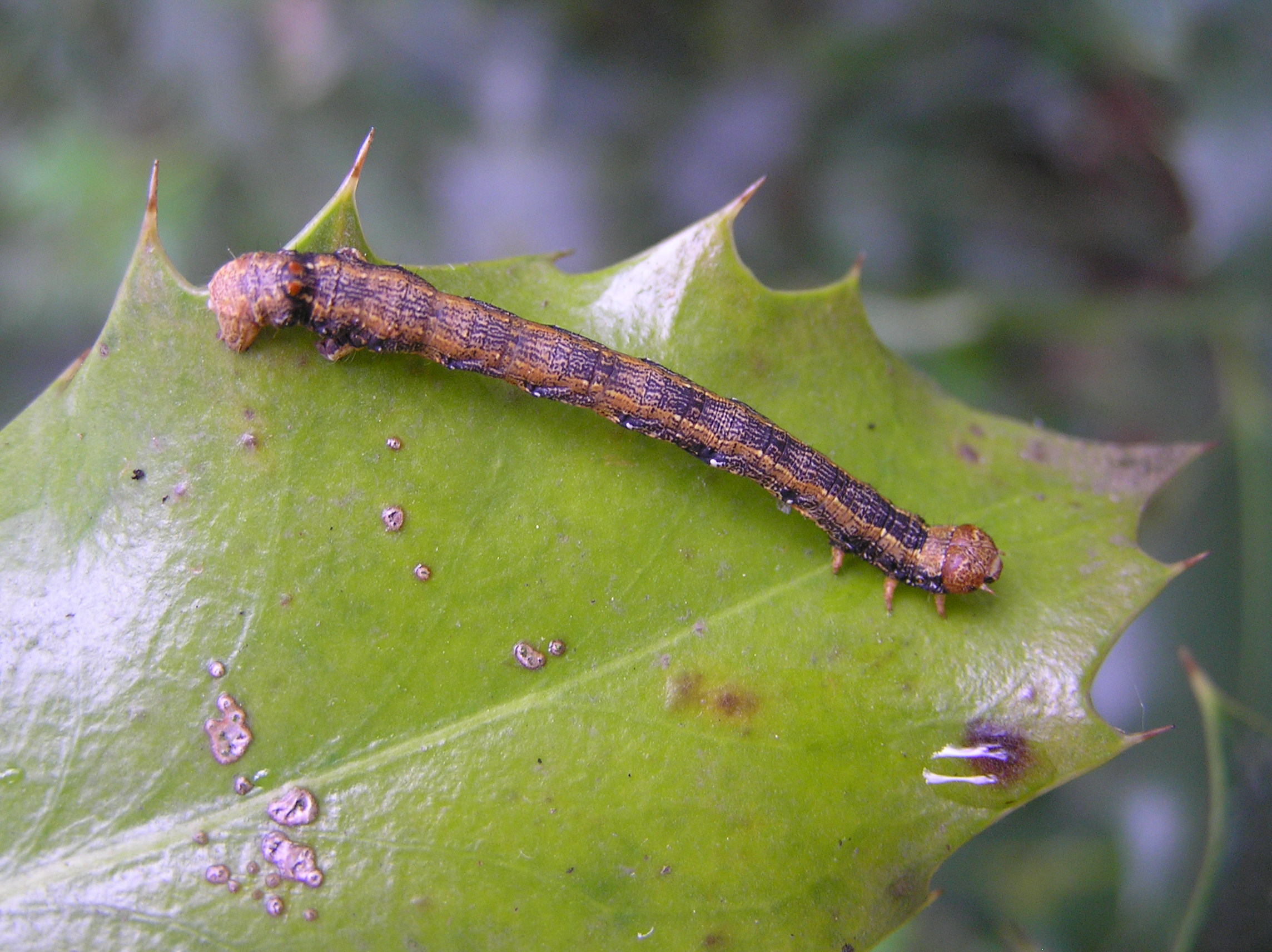
Raupe des Federfühler-Herbstspanners

Der Federfühler-Herbstspanner (Colotois pennaria) ist ein Schmetterling (Nachtfalter) aus der Familie der Spanner (Geometridae). Er ist ein relativ großer Falter, dessen deutscher Artname auf die stark gefiederten Fühler der Männchen und das späte Erscheinen der Art im Jahr zurückgeht. Ein anderer Name für die Art ist Haarrückenspanner. Dieser geht auf die starke Behaarung des Spannerkörpers zurück. Ein weiterer Artname ist Federspanner in Anlehnung an die Fühler der Männchen.

## Merkmale
Die Flügelspannweite beträgt 45 bis 50 Millimeter. Die Männchen sind meist größer als die Weibchen. Die Vorderflügel dieser Art sind in der Regel braun, wobei diese bei den einzelnen Individuen farblich stark variieren. Die Varianten reichen von hellem Graubraun bis zu Rotbraun. Auf den Vorderflügeln befinden sich zwei dunklere Querlinien, von der die untere fast gerade verläuft. Auf den helleren Hinterflügeln befindet sich eine Querlinie, die deutlich heller ist als die auf den Vorderflügeln und bei einigen Individuen teilweise kaum noch zu erkennen ist. Auf den Vorderflügeln befinden sich je zwei dunkle Flecken, von denen die unteren meist einen hellen Kern haben. Auf den Hinterflügeln befindet sich je ein dunkler Fleck. Die Tiere sind sehr stark behaart. Das ist eine Anpassung an die späte Flugzeit des Falters, die bis Ende November reicht. Außerdem stellt die Behaarung einen geringen Schutz vor der Echoortung durch Fledermäuse dar, da die Behaarung einen Teil der Ultraschallrufe schluckt und das zurückgeworfene Echo abgeschwächt wird. Die Fühler der Männchen sind stark gefiedert. Die Fühler der Weibchen sind nicht gefiedert.
Die Raupen erreichen eine Länge von bis zu 50 Millimetern. Die Färbung variiert zwischen verschiedenen Grau-, Braun- bis Rotbrauntönen. Gemeinsam sind den Raupen trotz Farbvarianz zwei rote Rückenwarzen auf dem vorletzten Hinterleibssegment (Segment 12). Die Raupen sind unbehaart. Der Kopf ist rötlichbraun und schwach gemustert. Auch strukturell ähnelt ihre Haut der Rinde. So getarnt sind die Raupen auf den Zweigen ihrer Futterpflanzen nur bei genauem Hinsehen zu entdecken.

### Unterarten
- Colotois pennaria pennaria (Linnaeus, 1761)[2]
- Colotois pennaria paupera Hausmann, 1995 Endemit auf Zypern.[3]

### Synonyme
- Himera pennaria[4]

## Flug- und Raupenzeiten
Die nachtaktiven Tiere fliegen in einer Generation in der Zeit zwischen September und November, die Raupen können von Mai bis Juli angetroffen werden. Die Männchen beginnen kurz nach dem Dunkelwerden mit der Suche nach einem Weibchen und sind oft bis weit nach Mitternacht unterwegs. Dabei werden sie von Licht angezogen. Die Weibchen sitzen meist bewegungslos und gut getarnt an Baumstämmen und warten auf die Ankunft eines Männchens.

## Larvalentwicklung
Die Eier werden im Herbst in Gruppen an die Zweige der Futterpflanzen gelegt und überwintern. Aus diesen schlüpfen die Raupen im Mai. Die Raupen des Federfühler-Herbstspanners fressen an diversen Laubbäumen und Sträuchern. Als Futterpflanzen für die Raupen dienen unter anderem Ahorne, Äpfel, Birken, Birnen, Buchen, Edelkastanien, Eichen, Eschen, Hainbuchen, Mehlbeeren, Pappeln, Prunus, Ulmen, Schneeball, Weiden, Weißdorn, Zaubernuss. Aufgrund einer geringen Individuenzahl fallen die Fraßschäden kaum ins Gewicht. Tagsüber sitzen die Raupen bewegungslos auf den Zweigen ihrer Futterpflanzen und werden aufgrund ihrer Mimese von ihren Fressfeinden nicht so leicht als Beute wahrgenommen. Sie fressen hauptsächlich nachts und ruhen tagsüber auf der Futterpflanze. Im Juli verpuppen sich die Raupen unter der Erde.

## Lebensraum
Da die Raupen des Federfühler-Herbstspanner an verschiedenen Laubbäumen fressen, sind sie in Habitaten wie Laub- und Mischwäldern, Parks und großen Gärten zu finden.

## Verbreitung
Die Art ist über ganz Europa und den Nahen Osten verbreitet, ist in der Regel aber nur vereinzelt anzutreffen.